# Amfibrah
Amfibrah je vrsta ritma, ki je sestavljen iz treh zlogov, ki si sledijo tako: nepoudarjen, poudarjen in nepoudarjen. V pesmih s trozložnim merilom (daktil, anapest in amfibrah) je shema metra skoraj dosledno realizirana, jamb in trohej pa dopuščata značilne odklone od metrične sheme. Nenaglašene zloge označujemo z U, naglašene pa z –. Shema amfibraha je torej taka: U – U. Meje besed se redko ujemajo z mejami stopic. Amfibrah izvira iz antične Grčije, kjer so se izmenjevali dolgi in kratki glasovi. V zlogovnonaglasnem verzu se menjujejo naglašeni in nenaglašeni zlogi. Amfibraški verzi so lahko dolgi od 2 do nekako 16 zlogov, najpogostejši pa so 5, 6, 8, 9, 11 in 12 zložni.

## Primeri
Amfibraški šesterec (U – U U – U)
Imam oblačilo

domačga padvana,

ženica pa krilo

iz pravga mazlana;

(Valentin Vodnik: Zadovoljni Kranjec)
Amfibraški deveterec (U – U U – U U – U)
Le celico naj'no zapriva,

prostosti svetá, ne želiva!

(France Prešeren: Nuna)
Amfibraški enajsterec (U – U U – U U – U U –)
Zató, de b' od ženskih ne bil zapeljan,

podál na otòk se je sveti Senán;

valovi šumijo okrog in okrog,

otòk ni dotaknjen od ženskih bil nog.

(France Prešeren: Sveti Senan)
Amfibraški dvanajsterec (U – U U – U U – U U – U)
Od nékdej lepé so Ljubljanke slovele,

al lepši od Urške bilo ni nobene,

nobene očem bilo bolj zaželene

ob času nje cvetja dekleta ne žene.

(France Prešeren: Povodni mož)
Ni nujno, da imajo vsi verzi v neki pesmi enako število zlogov. V pesmi Franceta Prešerna V spomin Valentina Vodnika se izmenjujejo 6-zložni in 5-zložni verzi, da ima vsaka kitica shemo: Amf 6565. Gre torej za preplet amfibraškega šesterca in peterca.
V Arabje pušavi

se tiček rodi;

v odljudni gošavi

sam zase živi.
Lahko pa je razlike tudi za več kot en zlog. V libretu za opereto Belin Janeza Damascena Deva dobimo tako shemo vsake kitice: Amf 6565335665.
Vozimo, sestrice!

Vozimo srčnu:

Gibájmo ročice,

Veslajmo ročnu!

Gonimo!

Trudimo!

Korajžnu vesle!

Kalimo! valajmo!

Penimo! mejšajmo!

Neutrudne morje!